# Scheuren (Odenthal)
Scheuren ist ein Ortsteil in Oberodenthal in der Gemeinde Odenthal im Rheinisch-Bergischen Kreis. Er liegt an der Kreisstraße 28 östlich von Altenberg.

## Geschichte
Der Ort Scheuren (die Scheune) wurde erstmals am 22. Juli 1351 urkundlich erwähnt. Damals verpfändeten die Eheleute Heinrich und Adelheid van dem Velde dem Kloster Altenberg eine Wiese am groize Bruch, die zu einem Hof des Rittersitzes Hortenbach gehörte. Diese Verpfändung erfolgte vor den Schöffen am Odenthaler Schultheißengericht. Dabei war von weiteren Hofstellen die Rede, die ebenfalls zum Rittersitz gehörten. In einem Fall hieß der Bewohner Friedrich von Scheuren.
Während des Spanischen Erbfolgekriegs hatten auch die Odenthaler ihre Beiträge zur Landesverteidigung zu leisten. In diesem Zusammenhang wird unter anderem ein Johann in Heinrichsguth zu Scheuren aufgelistet. Er hatte fünf Faschinen und 15 Pfähle zu stellen.
Aus einer erhaltenen Steuerliste von 1586 geht hervor, dass die Ortschaft Teil der Honschaft Breidbach im Kirchspiel Odenthal war.
Als Schule gab es seit 1788 in Scheuren eine „Oberkirspelsschuhl“. Dafür gab es eine eigene Schulordnung und einen eigenen Schulmeister.
Carl Friedrich von Wiebeking benennt die Hofschaft auf seiner Charte des Herzogthums Berg 1789 als Scheuren. Aus ihr geht hervor, dass Scheuren zu dieser Zeit Teil von Oberodenthal in der Herrschaft Odenthal war.
Unter der französischen Verwaltung zwischen 1806 und 1813 wurde die Herrschaft aufgelöst. Scheuren wurde politisch der Mairie Odenthal im Kanton Bensberg zugeordnet. 1816 wandelten die Preußen die Mairie zur Bürgermeisterei Odenthal im Kreis Mülheim am Rhein.
Der Ort ist auf der Topographischen Aufnahme der Rheinlande von 1824 als Schüren und auf der Preußischen Uraufnahme von 1840 als Scheuren verzeichnet. Ab der Preußischen Neuaufnahme von 1892 ist er auf Messtischblättern regelmäßig als Scheuren verzeichnet.
| Jahr | Einwohner | Wohn- gebäude | Kategorie  |
| ---- | --------- | ------------- | ---------- |
| 1822 | 43        |               | Ackergüter |
| 1830 | 59        |               | Ackergut   |
| 1845 | 62        | 10            | Ackergüter |
| 1871 | 74        | 11            | Hofstelle  |
| 1885 | 54        | 11            | Ortschaft  |
| 1895 | 58        | 10            | Ortschaft  |
| 1905 | 55        | 8             | Ortschaft  |

1965 wurden 15,5 km Versorgungsleitungen zur Wasserversorgung der Orte zwischen Odenthal und der Dhünntalsperre verlegt. Davon profitierte auch Scheuren.